# Breaking Dance
Breaking Dance (Breaking Through) è un film del 2015 diretto da John Swetnam.

## Trama
Casey è una giovane ballerina che pubblica su YouTube i video dei suoi balli coreografati dai suoi amici. Un giorno viene scoperta da Quinn, un talent scout in cerca di una ballerina solista. Casey si ritrova così a dover scegliere se tradire i suoi amici o se perdere l'occasione che aspetta da una vita di diventare famosa.

## Accoglienza
Breaking Dance ha ricevuto recensioni per lo più negative. Justin Lowe di The Hollywood Reporter lo ha chiamato derivativo. Tat Wolfen di Saturday Star ha scritto che era "un altro film di danza che non ha nulla di nuovo da offrire". Katie Walsh del Los Angeles Times  lo definì "un film di danza senza una buona danza". Monica Castillo scrivendo su The Village Voice ha detto che era un "dramma contorto" e aveva "routine tiepide". David Noh di Film Journal International ha pensato che "potrebbe essere considerato il musical più blasonato mai realizzato." Sul lato positivo, Sandie Angulo Chen di Common Sense Media gli ha dato tre stelle, dicendo che la storia era "sia familiare che commovente".